# Tambowska Suworowska Szkoła Wojskowa
Tambowska Suworowska Szkoła Wojskowa (ros. Тамбовское суворовское военное училище) – specjalistyczna szkoła w ZSRR dla młodzieży w wieku szkolnym, odpowiednik liceum wojskowego, działająca w latach 1944-1960.
Radzieckie specjalistyczne szkoły wojskowe dla młodzieży zostały utworzone po napaści Niemiec na ZSRR, zgodnie z postanowieniem Rady Komisarzy Ludowych ZSRR z 21 sierpnia 1943 „w sprawie pilnych działań w celu przywrócenia gospodarki na terenach wyzwolonych spod okupacji niemieckiej”. Oprócz innych form pomocy dla sierot wojennych (sierocińce) była również część dotycząca utworzenia skoszarowanych szkół wojskowych dla dzieci i młodzieży. Wtedy właśnie szkoły średnie tego typu otrzymały swoją nazwę od rosyjskiego generała Aleksandra Suworowa.
Szkoły zapewniały wykształcenie średnie i jednocześnie przygotowały swoich uczniów do wstąpienia do wyższych wojskowych szkół dowódczych wojsk lądowych.
Absolwenci SWU nazywają siebie suworowcami.

## Historia
Szkołę zorganizowano zgodnie z Postanowieniem Państwowego Komitetu Obrony z 4 lipca 1944 i Dyrektywy Sztabu Generalnego Armii Czerwonej z 10 czerwca 1944, w Tambowie, w budynku byłego seminarium duchownego, zbudowanego w końcu XVIII wieku na brzegu rzeki Cna (dopływ Mokszy). W budynku tym mieściła się uprzednio dowódcza szkoła piechoty Armii Czerwonej, szkoła dla robotników, instytut pedagogiczny, a po napaści Niemiec na ZSRR – szpital wojskowy.
W końcu lat 50. zaczęto likwidować szkoły suworowskie i nachimowskie. Latem 1960 Tambowską SSW opuścili ostatni absolwenci, z 11. promocji. Druga kompania-klasa była promowana w 1961 w Swierdłowsku, a trzecia – w Mińsku. W 1964 uczniowie piątej kompanii-klasy zakończyli naukę w Ordżonikidze. Suworowcy czwartej kompanii-klasy, złożonej z uczniów dwóch roczników, byli promowani w Leningradzie (tj. ci, którzy zaczynali naukę w Tambowskiej SSW w 1956, kończyli ją w 1963, ci z 1956 – w 1965; takim dramatycznym akcentem zakończyła się historia szkoły).
Odznaka absolwenta Tambowskiej SSW, podobnie jak Saratowskiej SSW, wyraźnie różni się od odznak absolwenckich innych SSW.

## Absolwenci
18 wychowanków szkoły zostało generałami, m.in. Konstantyn Koczetow – generał armii, pierwszy zastępca Ministra Obrony ZSRR.
Do tej pory pielęgnowane są tradycje Tambowskiej SSW. Działa Rada Weteranów Tambowskiej SSW. Wcześniej raz na pięć lat, a obecnie (od 1999) corocznie odbywa się w Tambowie spotkanie absolwentów.

## Komendanci Szkoły
- 10 czerwca 1944 – 12 grudnia 1945 – generał major Aleksandr Kucenko,
- 12 grudnia 1945 – 21 lipca 1950 – generał porucznik Aleksandr Kapitochin,
- 22 lipca 1950 – 12 lutego 1955 – pułkownik Iwan Morgun,
- 12 lutego 1955 – 28 marca 1956 – generał major Grigorij Szolew,
- 8 maja 1956 – 10 września 1960 – generał major Timofiej Dudorow.